# Монбио, Джордж
Джордж Джошуа Ричард Монбио (род. 27 января 1963) — британский журналист, автор книг, известный своей экологической и политической активностью. Живет в Уэльсе, ведёт еженедельную колонку в «The Guardian» и является автором нескольких книг, таких как «Захваченное государство: корпоративное поглощение Великобритании» (2000) и «Навлекая Апокалипсис: шесть аргументов в пользу глобальной справедливости» (2008). Основатель организации «The Land is Ours» («Земля принадлежит нам»), мирными методами борющейся за права на доступ граждан к ресурсам земли и на свободное передвижение граждан по всей стране, включая частные леса, парки и т. п. В январе 2010 года Монбио основал сайт ArrestBlair.org, предлагающий награду людям, сделавшим попытку мирного гражданского ареста прежнего британского премьер-министра Тони Блэра за преступления против человечества и военную агрессию.

## Молодость
Джордж Монбио рос в Южном Оксфордшире, в большом загородном доме. Его отец, Раймонд Джеффри Монбио, был бизнесменом, возглавлявшим форум Консервативной партии по торговле и промышленности,, а мать Розалия являлась главой окружного муниципального совета Южного Оксфордшира в течение десяти лет. Монбио получил образование в частной школе в Бэкингемшире и выиграл открытую стипендию в колледже Брейзнос, что в Оксфорде.

## Карьера
После получения высшего образования работал продюсером в подразделении естественной истории BBC, занимался производством экологических программ, затем перешёл в международный отдел на должность ведущего и продюсера текущих новостей. Позже уволился, начал исследовательскую деятельность и написал первую книгу.
Монбио путешествовал по Индонезии, Бразилии и Восточной Африке. Его действия привели к тому, что он был объявлен персоной нон грата в нескольких странах и заочно приговорён к пожизненному заключению в Индонезии. Во время путешествий в него стреляли, избивали солдаты военной полиции, он потерпел кораблекрушение и впал в кому, ужаленный шершнями. В Кении пережил клиническую смерть, спровоцированную церебральной малярией, затем вернулся работать в Великобританию.
Монбио прожил много лет в Оксфорде, но в 2007 году переехал с женой, также писателем и активистом, и дочерью Ханной в «экологичный» дом в Уэльсе. Они расстались вскоре после переезда.

## Социальная активность

### Изменение климата
Монбио полагает, что для победы над глобальным потеплением нужны радикальные меры вместе с сильным политическим желанием. По его словам, изменение климата — «моральный вопрос 21-го столетия», и есть насущная необходимость в принятии чрезвычайных мер, которые, как он верит, остановят процесс. Меры включают установку персональных ограничений на выброс парниковых газов и новых строительных норм, запрещение ламп накаливания, уличных обогревателей, декоративного прожекторного освещения и других неэффективных технологий и расточительных приборов, строительство ветряных электростанций, а также развитие новой скоростной национальной автобусной сети и других альтернативных видов передвижения. Кроме того, Монбио предлагает уменьшить площадь аэропортов Англии на 90 % и ликвидировать «гипермаркеты-дворцы» в пользу доставки товаров по требованию напрямую со склада.

Монбио утверждает, что кампания против изменения климата отличается от почти всех общественных протестов, имевших место прежде: 
 Это не требование изобилия, а требование ограничения. Это не кампания получения свобод, а их устранения. Это протест не только против других людей, но и против самого себя . 
Монбио также думает, что экономический спад может стать хорошей новостью для планеты:
Не пора ли признать, что мы уже достигли Земли Обетованной, и должны остановиться? Зачем и дальше прогрессировать в потребительском безумстве, ведущем к экологическому краху? Развитые страны должны стремиться свести дальнейшее развитие к нулю. 
После переезда в Уэльс Монбио купил автомобиль Renault Clio, что привело к обвинениям в лицемерии. Также он путешествовал через Канаду и Соединенные Штаты, проводя кампанию против изменения климата и рекламируя свою книгу. Монбио утверждает, что это путешествие было оправданно, поскольку оно в конечном итоге заставит отказаться от бессмысленых путешествий других.

### Предпринятый арест Джона Болтона
Монбио предпринял неудачную попытку гражданского ареста Джона Болтона, прежнего американского посла в Организации Объединенных Наций, когда тот посетил фестиваль культуры в Уэльсе «Hay Festival», чтобы сделать доклад о международных отношениях в мае 2008. Монбио утверждал, что Болтон был одним из подстрекателей начала войны в Ираке.

### Политические партии
Был соучредителем партии «Respect», но порвал с этой организацией, когда та выставила кандидатов против Партии «зелёных» в 2004 году на выборах в Европейский парламент. В интервью британскому политическому блогу «Третье сословие» в сентябре 2009, Монбио высказался в поддержку политики валлийской партии Plaid Cymru.
В апреле 2010 он был в числе подписавшихся под открытым письмом в поддержку Либеральных демократов, размещённом в «Guardian».  А перед выборами в мае 2015 года он был одним из поддержавших кандидатуру Кэролайн Лукас из Партии зелёных. В августе 2015 года Монбио был среди активных сторонников левого кандидата Джереми Корбина на выборах руководства Лейбористской партии, за которую он голосовал и на всеобщих выборах 2017 года.  